# Остров ненужных людей
«Остров ненужных людей» — российско-украинский драматический телесериал. Премьера — 19 марта 2012 года на телеканале «Россия 1».

## Сюжет
13 человек попадают на необитаемый остров, благодаря решившим избавиться от них родным, коллегам, друзьям. Изначально этот круиз запланировал крупный бизнесмен Андрей Каморин (Дмитрий Ульянов), чтобы избавиться от жены. Но по стечению обстоятельств он сам становится 13-м ненужным миру человеком.

## В ролях
| Актёр                      | Роль                                                                                   |
| -------------------------- | -------------------------------------------------------------------------------------- |
| Дмитрий Ульянов            | бизнесмен Андрей Сергеевич Каморин муж Лизы                                            |
| Эльвира Болгова            | Елизавета Андреевна Каморина жена Каморина                                             |
| Равшана Куркова            | Нелли Михайловна Сафронова любовница Каморина                                          |
| Александр Панкратов-Чёрный | Альберт Николаевич Быков                                                               |
| Софья Письман              | Вера Александровна жена Альберта Быкова, мать Геннадия                                 |
| Максим Лагашкин            | заместитель Каморина Геннадий Борисович Быков приёмный сын Альберта                    |
| Нелли Пшённая              | экстрасенс Александрина Михайловна                                                     |
| Дмитрий Гаврилов           | Юрий Алексеевич Хлынов внук Александрины                                               |
| Андрей Харитонов           | артист Константин Елизарович Волжанский отец Паши                                      |
| Наталья Васько             | актриса София Ульяновна Волжанская мать Паши                                           |
| Сергей Чирков              | Паша Волжанский сын Константина и Софии                                                |
| Екатерина Стулова          | няня Паши Лида                                                                         |
| Константин Милованов       | картограф Вадим                                                                        |
| Галина Звягинцева          | Катя дочь Вадима                                                                       |
| Людмила Загорская          | Нина жена Вадима, мачеха Кати                                                          |
| Игорь Воробьёв             | фермер Пётр Петрович Жуков                                                             |
| Людмила Степченкова        | Мария Ивановна Жукова жена Петра                                                       |
| Дмитрий Сова               | Василий сын Жуковых                                                                    |
| Виктория Токманенко        | Алла невестка Жуковых                                                                  |
| Александр Робак            | депутат, лидер НДПР (Народно-демократической партии России) Савелий Тимофеевич Рыбаков |
| Наталья Бурмистрова        | учительница Зоя Сергеевна фиктивная жена Рыбакова                                      |
| Дмитрий Суржиков           | помощник Рыбакова Вадим Алексеевич Прозоров                                            |
| Павел Трубинер             | киллер «Коклюш» (Эдуард Викторович)                                                    |
| Юлия Силаева               | директор института лингвистики Вероника Андреевна Пономарёва                           |
| Заза Чантурия              | заместитель Вероники Вахтанг Георгиевич                                                |
| Мария Курденевич           | Кристина                                                                               |
| Сергей Калантай            | отец Кристины                                                                          |
| Диана Малая                | мать Кристины                                                                          |
| Евгений Пашин              | следователь ФСБ Олег Семёнович Рясин                                                   |
| Юлия Жигалина              | Анна                                                                                   |
| Сураттагрон Суксавет       | полицейский Чуньо                                                                      |
| Бунма Лампхон              | «Конфуций»                                                                             |
| Сонгкрот Мичайо            | пират Тхе                                                                              |
| Нина Антонова              | баба Капа                                                                              |
| Сергей Романюк             | Тихоныч                                                                                |
| Алексей Вертинский         | психиатр                                                                               |

## Персонажи
- Лиза. Чтобы завладеть совместным бизнесом и уйти к любовнице и внебрачному сыну, муж Андрей отправляет её на необитаемый остров.
- Александрина. Ясновидящая, попала на остров из-за внука, который решил избавиться от родственницы и завладеть квартирой.
- Альберт Николаевич. Отчим Геннадия — напарника Андрея по бизнесу. Полковник ВС СССР в отставке, ветеран войны в Афганистане. Измучил мать Геннадия своим алкоголизмом и «пьяными концертами», из-за чего Геннадий решил избавиться от «отца»[1].
- Вадим. Картограф; вместе с родной дочерью Катей отправился в отпуск благодаря второй жене и падчерице, рассчитывавшим продать его квартиру в Москве.
- Павел. Подросток; из-за внутренних семейных конфликтов стал притворяться аутистом. Родители, известные актёры Волжанские, считая, что он неизлечимо «болен», решили от него избавиться.
- Катя. Дочь Вадима; в круиз отправилась вместе с отцом-неудачником Вадимом благодаря ухищрениям мачехи.
- Лидочка. Няня Павла; родители подростка отправили её вместе с ним «в нагрузку». Симпатизирует Вадиму.
- Вероника. Профессор, возглавляет НИИ. Отправлена в круиз своим заместителем, который затеял аферу с получением институтом правительственного гранта.
- Коклюш. Киллер, путёвку в круиз ему купила жена Савелия Тимофеевича, наняв его для убийства надоевшего мужа. Убит пиратом Тхе в 24 серии.
- Савелий Тимофеевич. Депутат Госдумы; в круиз отправлен заместителем, мечтающим занять его место и стать руководителем партии.
- Мария и Пётр. Супруги; раньше были фермерами. Когда их бизнес развалился, переехали жить к сыну, что очень не понравилось их невестке, которая и отправила их в круиз.
- Андрей. Бизнесмен; отправился в круиз с женой Лизой, вернуться планировал один. Кто-то решил избавиться от них обоих, в результате бизнесмен Андрей стал 13-м на острове ненужных людей.

## Производство
Городские сцены снимались в Киеве, а занявшие почти год натурные съёмки проходили в Таиланде — на берегу Сиамского залива в провинции Районг, а также в национальном парке.
Высокая влажность, 40-градусная жара и тайская пища создавали трудности для актёрского состава, а из-за обилия туристов оказалось очень сложно найти настоящие «необитаемые» места.
Места съёмок перед началом рабочей смены тщательно осматривали специально обученные люди, которые искали и собирали ядовитых насекомых, чтобы они не укусили актёров или членов съёмочной группы. Несмотря на это, скорпионы и сколопендры изредка забегали на съёмочную площадку. Актёры, в первые дни бурно реагировавшие на непрошеных гостей, довольно быстро привыкли к их визитам, и когда случались подобные инциденты, спокойно пережидали, пока опасных тварей уберут.
Сцену пожара в бунгало необходимо было снять с одного дубля, так как график съёмок был очень плотным. Но когда всё было уже готово к работе, было объявлено штормовое предупреждение. Кинематографисты решили рискнуть, так как второй возможности поставить эпизод у них просто не было. Съёмки прошли успешно, и едва прозвучала команда «Снято!», хлынул тропический ливень и началась сильная гроза.
«Остров ненужных людей» — один из самых дорогих и долгосрочных проектов Star Media, — рассказывает продюсер проекта Влад Ряшин. — Подготовка и съёмки в общей сложности заняли более двух лет, но работа того стоила. Сериал уже показал очень высокие рейтинги в Казахстане и на Украине, где зрители увидели его первыми. К работе над сериалом компания Star Media приступила в сентябре 2009 года. После того как подготовительный период был завершён, с марта 2010 года началась многомесячная творческая командировка киногруппы в Таиланд, где проходила основная часть съёмочного процесса, а затем команда «Острова ненужных людей» переместилась на Украину для съёмки оставшихся эпизодов, продолжавшейся до мая 2011 года.

## Критика
«Остров ненужных людей» — образец отлично проработанного, красивого, качественного отечественного сериала с интересными актёрскими работами и запоминающимися персонажами. Истории героев, размышляющих над своей прошлой жизнью и совершающих нужные и правильные (а иногда и не очень) поступки на Острове, сплетаются в красивый мистический букет общей судьбы, где от поведения каждого зависит жизнь остальных. Ненужные своим близким, они необходимы друг другу в поиске главного сокровища, ответа на вопрос: «Как жить дальше?». Ответ обычно прост, как все житейские мудрости, фокус в том, что принять такую простоту можно, только пройдя через испытания, — и они будут. Для каждого. Вечная история любви, преданности и предательств разыграется снова. Букет судеб расцветёт то мелодрамой, то детективом, то пиратскими приключениями, и драматические коллизии сюжета не отпустят интерес зрителей до самого финала.— Анна Кузьмина

Проблема лишнего человека остро стояла перед российской литературой — впрочем, герои «Острова ненужных людей» не наследуют ни пылкость Чацкого, ни почти библейские черты героев «Остаться в живых». Все эти киллеры, гадалки и псевдо-аутисты изображены просто мелкими лузерами, потому и заброшены на метафорический остров грызться друг с другом. С продукцией Джей Джей Абрамса, помимо экзотической локации, наш сериал связывает и налет мистики — правда, не настолько густой: на спецэффекты, видимо, денег оказалось мало.
— Евгений Лазаренко